# Fretigney-et-Velloreille
Fretigney-et-Velloreille település Franciaországban, Haute-Saône megyében. Lakosainak száma 751 fő (2022. január 1.). Fretigney-et-Velloreille Les Bâties, Bourguignon-lès-la-Charité, Cordonnet, Frasne-le-Château, Maizières, Neuvelle-lès-la-Charité, Oiselay-et-Grachaux, La Romaine, Recologne-lès-Rioz, Vaux-le-Moncelot és Villers-Bouton községekkel határos.

## Népesség
A település népességének változása:
| Lakosok száma | 709  | 733  | 743  | 735  | 738  | 742  | 747  | 746  | 751  |
|               | 2013 | 2015 | 2016 | 2017 | 2018 | 2019 | 2020 | 2021 | 2022 |